# Vault
Vault (укр. сховище, вимовляється [vɔːlt]) — комерційна та власницька система керування версіями, розроблена компанією SourceGear LLC, яка пропонує цей продукт як заміну для Microsoft Visual SourceSafe від Microsoft.
Оскільки Vault розробляли та створювали здебільшого для користувачів, що переходять з Visual SourceSafe, він забезпечує майже всю низку функцій SourceSafe та уподібнений інтерфейс для всіх звичних операцій.
Для зберігання даних використовується СКБД Microsoft SQL Server. Взаємодія між клієнтською та серверною частинами здійснюється через протокол HTTP з використанням стиснення даних. Система забезпечує збереження історії змін з гарантією неподільності операцій фіксації (англ. atomic commit).
Vault було розроблено на основі програмного каркаса Microsoft .NET.
Єдиною для серверної частини сумісною платформою є операційні системи Microsoft Windows, тоді як клієнтський застосунок, що забезпечує доступ до репозиторіїв Vault, є багатоплатформним і доступний для Windows, Linux та Mac OS X. Vault пропонує модулі інтеграції із інтегрованими середовищами розробки Microsoft Visual Studio та Eclipse.